# Žitniće
Žitniće (cyr. Житниће) – wieś w Serbii, w okręgu zlatiborskim, w gminie Sjenica. W 2011 roku liczyła 296 mieszkańców.